# Finland (1735)
Finland var ett svenskt 58-kanoner linjeskepp byggt av C. Falk i Stockholm och sjösatt 1735. Finland deltog i sjötågen 1741—42, 1757 samt 1790, varvid det under utbrytningen från Viborgska viken genom grundstötning gick förlorat.